# Biblioteca Reial de Bèlgica

La Biblioteca Reial de Bèlgica (en neerlandès: Koninklijke Bibliotheek van België) —també coneguda com a Biblioteca Reial Albert I o la Albertine o la Reial—, amb el nom abreujat KBR, és la biblioteca nacional de l'estat federal belga. Se situa a Brussel·les, al Mont des Arts, en el barri reial.
Actualment té més de 6 milions de volums, o 150 km de prestatges distribuïts en 17 plantes. Gestiona un important patrimoni cultural, adquirit en particular pel dipòsit legal, i gestiona les publicacions publicades a Bèlgica i les dels autors belgues publicades a l'estranger.

## Història
Troba el seu origen a la biblioteca personal dels ducs de Borgonya. A la mort de Felip III de Borgonya, l'any 1467, comptava ja amb uns nou-cents volums. L'any 1559, Felip II de Castella li confereix el títol de «Biblioteca reial» i obria al públic l'any 1772 per part de Carles Alexandre de Lorena, governador dels Països-Baixos austríacs.
Sota el règim francès, la Biblioteca, augmentaria els seus fons amb els fons confiscats a les institucions religioses de Brabant i es va atribuir a l'«escola central» de Brussel·les, continuació oficial de l'antiga Universitat de Lovaina i hereva de la seva biblioteca. A continuació, l'any 1802, es radicaria a la ciutat de Brussel·les.
La Biblioteca reial de Bèlgica pròpiament dita va ser fundada l'any 1837 i oberta al públic el 1839. L'any 1842, les antigues col·leccions de la ciutat de Brussel·les van ser adquirides per la nova Biblioteca Reial. La nova institució es va enriquir amb moltes col·leccions privades en el decurs del segle xix, inclosos els fons Van Hulthem i Fétis. De la mateixa manera, durant el segle xx, rep la biblioteca dels Arenberg i les col·leccions de Jules Vandenpeereboom.
Els edificis actuals de la biblioteca van ser construïts entre 1954 i 1969, al mateix temps que el conjunt arquitectònic format pel Mont des Arts, del qual forma un dels costats.
Des de 1958, la Biblioteca Reial de Bèlgica acull als seus locals l'Arxiu i Museu de la Literatura (AML), i el centre de documentació i investigació sobre el patrimoni literari, teatral i editorial de la Bèlgica francòfona.

## Els edificis

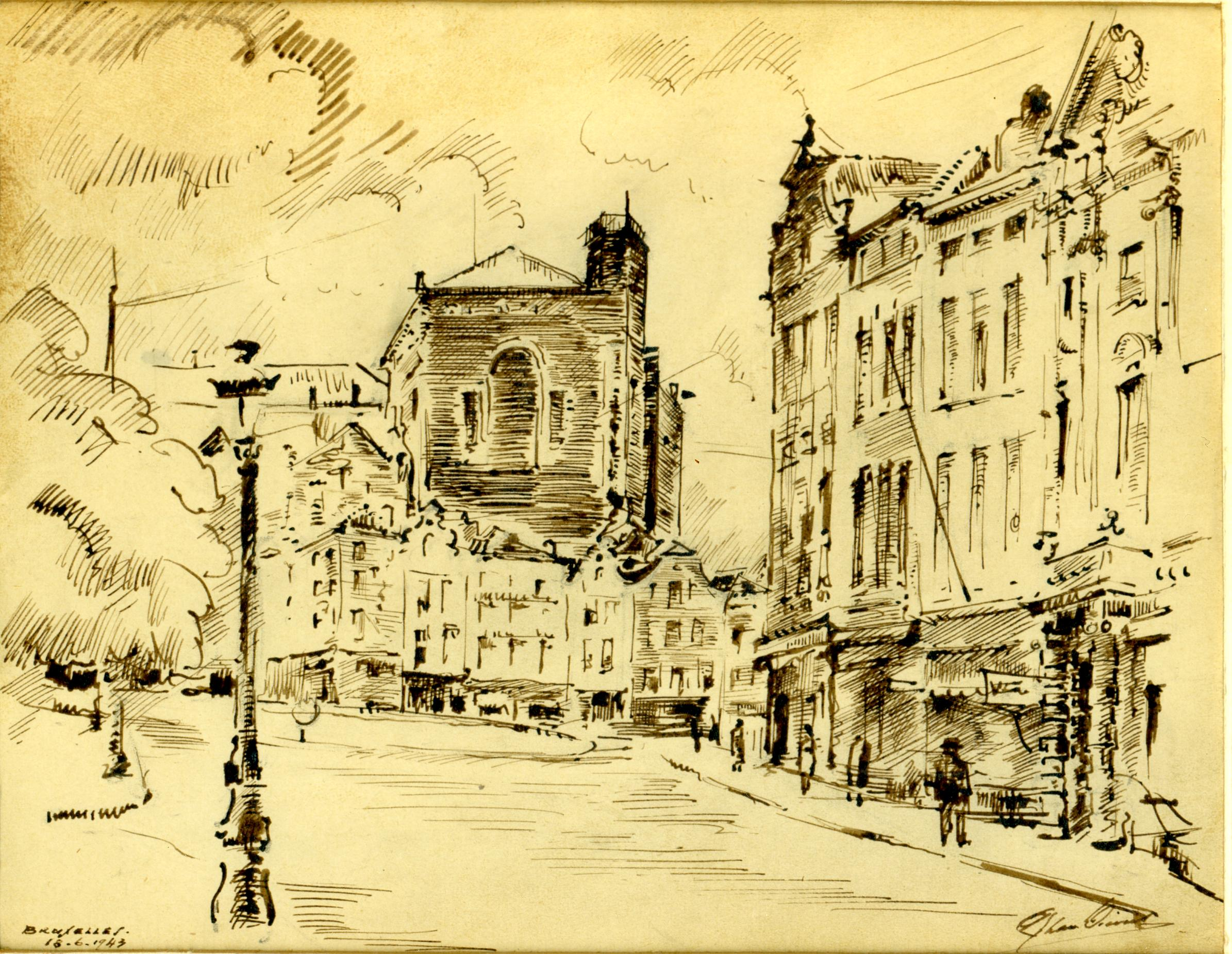
L'antiga Biblioteca reial l'any 1943 vista des del carrer de la Madeleine, dibuix en sèpia per Léon van Dievoet.

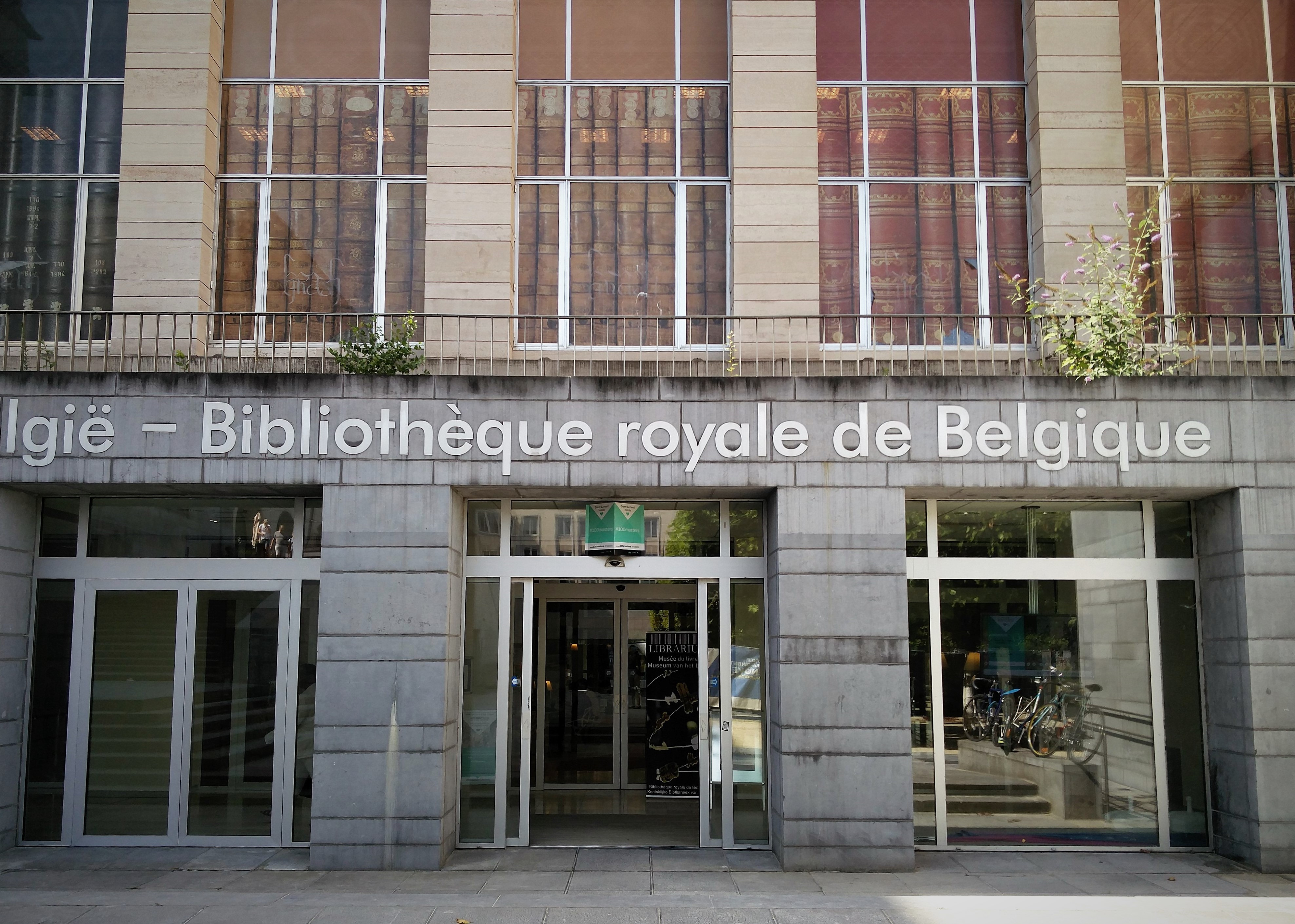
L'entrada principal de la biblioteca l'any 2016.

Els edificis actuals que componen la Biblioteca Reial de Bèlgica van ser construïts entre 1954 i 1969 sobre els plànols dels arquitectes Maurice Houyoux, Roland Delers i Jacques Bellemans. La superfície terrestre és de 13 000 m², però els seus múltiples nivells i sòls ofereixen una superfície útil de 67 000 m². La construcció va necessitar 28 000 metres cúbics de formigó armat i 3000 tones d'acer i argiles.

## Organització i missió
En col·laboració amb altres biblioteques científiques a Bèlgica, du a terme tasques bàsiques per a la provisió d'informació científica. Respon a les necessitats d'informació en tots els àmbits de la recerca, tant des de les seves pròpies col·leccions com des de qualsevol altre àmbit geogràfic. En el marc de la col·laboració interbibliotecària nacional i internacional, està representada en organitzacions i activitats relacionades amb el seu funcionament en general i en àrees específiques.
La seva missió principal comprèn:
- Gestió i conservació del patrimoni cultural
- Adquisició, gestió i accés de les publicacions belgues
- Tasques essencials a l'oferta d'informació científica
- Tasques científiques
- Orientació cap als usuaris

### El Gabinet dels manuscrits
El Gabinet dels manuscrits, un dels més importants al món, compta aproximadament amb 35 000 manuscrits, dels quals 4 500 codex medievals. Té l'origen en la biblioteca de Felip III de Borgonya i de la Biblioteca dels ducs de Borgonya, a partir de la qual va ser creada la Biblioteca reial. Una part de la col·lecció es va perdre durant el foc al Palau de Coudenberg i una altra va ser robada pels francesos en el moment de l'ocupació francesa. Entre els aproximadament mil manuscrits preciosos que comptava la Biblioteca dels ducs de Borgonya a la mort de Carles I de Borgonya, al voltant de 300 encara es conserven al Gabinet de manuscrits.
Els manuscrits preciosos es conserven en diverses caixes de seguretat contra incendis i només es poden consultar després d'haver rebut una resposta positiva a una petició per escrit.

#### Principals obres conservades al Gabinet dels manuscrits

##### Manuscrits antics
- Les Cròniques de Hainaut, Anals historiae principum Hannoniae, 1447-1448, el llibre més preciós de Bèlgica, per David Aubert, executat per a Felip III de Borgonya, reliure del segle xviii a les armes de Lluís XV, amb un pes d'aproximat 10 kg ms. 9242-44.
- El Évangéliaire de Echternach, obra mestra de l'art miniatura francès del segle XI, ms. 9428.
- El Psautier de Peterborough realitzat a Anglaterra cap a 1300-1318 per a Geoffrey de Crowland, abat de Peterborough, propietat de Jean XXII, ms. 9961-62.
- Les Très Belles Heures du duc de Berry, abans 1402, ms 11060-61.
- Les Heures de Clèves, (Gant, abans 1485, les Hores de Philippe de Clèves), ms. IV 40.
- El missal de Mathias Corvin, cap a 1485-1487.
- Les Cròniques et Conquestes de Charlemagne.
- Le manuscrit dit Van Hulthem.
- L'Ètica d'Aristòtil.
- Història de Charles Martel.
- La Belle Hélène de Constantinople.
- La Ciutat de les dames, de Christine de Pizan.
- Histoire des Seigneurs de Gavre.
- Roman de Girart de Nevers, Jean de Wavrin 1450-1467, ms. 9631.
- Roman des Sept Sages de Rome, ms. 9433-34.
- Un manuscrit del Ménagier de París.
- Les Heures de Notre-Dame, Simon Bening (1530), igualment conegut com a Livre d'Heures de Hennessy, ms. II 158.
- Chronique universelle Gembloux, ms. 1130.
- Le renommée Rijmbijbel (nl) de Jacob van Maerlant (Historia Scholastica ; Wrake de Jérusalem sobre el 1290 - 1300), el text compta amb 27.081 versos), ms. 15001.
- Una carta de Erasme.
- Un Troisième Carousel de Dresde, Molerus (1582).
- Armorial de Gelre.
- Armorial de la Toison d'Or, 1535, Bruges.
- Den byencorf der H. Roomsche Kerke de Philippe de Marnix de Santa-Aldegonde.

##### Manuscrits contemporanis
- La correspondència de Félicien Rops.
- Bruges-el-Mort de Georges Rodenbach.
- Notes de Maurice Maeterlinck.
- Als francesos proscrits refugiats a Bèlgica de Victor Hugo.
- Fantasies militars de Charles de Ligne.
- In t wonderjaer de Hendrik Consciència.
- El dossier Rimbaud-Verlaine.
- Diversos manuscrits i obres d'Hugo Claus, Paul van Ostaijen, Guido Gezelle i Karel van de Woestijne.
- Correspondència entre Dominique Rolin i Philippe Sollers.

##### Adquisicions recents
- una carta de Marcus Laurinus (nl) a Abraham Ortelius.
- un parell de tauletes d'escriptura d'ivori, França.
- folia del Armorial de Gorrevod, mitjans del segle XIV.
- Les Hores de Reynegom.
- L'Antiga noblesa del comte de Flandes, de Corneille Xaval.
- una carta de Rimbaud a la seva mare, Aden, 22 de setembre de 1880.
- diversos manuscrits de Théo van Rysselberghe.

### Els gabinets d'escriptors
La Biblioteca reial ha reconstruït els gabinets de treball de diversos escriptors, posant-hi els seus mobles a un escenari amb decoració de l'època. Podem, així, veure el gabinet de treball de Michel de Ghelderode, d'Émile Verhaeren i de Max Elskamp. Aquest últim, decorat amb mobles creats per Henry van de Velde. Aquest gabinet de Max Elskamp, contràriament als altres dos, no reconstrueix la decoració familiar del poeta, sinó que es compon d'objectes i mobles que mai no li van pertànyer, tot i que evoquen els vincles que tenia amb alguns creadors. Aquest gabinet — molt allunyat de la ment de Max Elskamp— es descriu com un lloc curiós, ple d'una barreja de diversos objectes artístics: estampes, mobles curiosos, objectes de mecànica. Pel que fa als mobles, són els d'Édouard van Dievoet (1875-1961), doctor en dret, aleshores a l'edat de vint-i-quatre anys i futur director a la Companyia internacional dels vagons-llits, hi havia ordenat l'any 1900 a Henry van de Velde que ja havia il·lustrat el 1895 a petició d'ell, l'almanac del cercle d'estudiants liberals de la Universitat de Gant.

### El gabinet de les monedes i medalles
El gabinet de les medalles es va enriquir l'any 1899 amb la col·lecció privada d'Albéric del Chastel, que conté 821 monedes antigues, principalment gregues (304) i romanes (509).

## La biblioteca digital
La Biblioteca reial de Bèlgica va posar en marxa una biblioteca digital, anomenada Belgica, en juliol de 2009. La digitalització i disponibilitat de documents a Internet es refereix principalment als fons de les col·leccions més antigues de la institució, les obres relatives a Bèlgica i la seva història (Belgicana), així com les peces especialment fràgils i precioses.
La Biblioteca Reial també ha fet licitacions per a la digitalització dels principals diaris del país, que es podran cercar amb la recerca a text complet, així com per a documents sonors. Els recursos de Bèlgica són igualment disponibles a Europeana.

## Accés
- És a prop de l'estació de Brussel·les-Central, un nus ferroviari important i de l'estació del Metro de Brussel·les del mateix nom.